# Eutiqui d'Alexandria
Eutiqui d'Alexandria (el Caire, 10 de setembre de 877 - Alexandria, 12 de maig de 940), conegut també, en àrab, com Saïd ibn al-Batriq (àrab: سعيد بن البطريق, Saʿīd ibn al-Baṭrīq), va ser un metge, teòleg i historiador cristià egipci, patriarca d'Alexandria de l'any 933 fins a la seva mort.
És conegut per haver estat un dels primers escriptors cristians egipcis que va utilitzar la llengua àrab en les seves obres. La més famosa d'aquestes és la «cronografia» titulada Nazm al-jàwhar (‘Collaret de joies’), coneguda a Occident pel títol en llatí Eutychii Annales (‘Annals d'Eutiqui’). Registra la història del món des de la creació fins als seus dies.
Va néixer a Fustat, a la part antiga de la ciutat del Caire, i va passar la major part de la seva vida fent de metge. Fou coetani d'Agapi l'Historiador, però sembla que no es coneixien entre ells. No sabia grec, però va llegir les principals obres de la seva època a través de traduccions al siríac.
L'any 933, a l'edat de 60 anys, va ser elegit patriarca grec ortodox d'Alexandria. No va tenir mai un paper destacat entre el clergat, i la seva elecció va provocar una forta oposició que va continuar durant tot el seu patriarcat. És probable que fos escollit per la influència dels musulmans, governants de la regió.
Els Annals d'Eutiqui els va continuar, fins a l'any 1028, el seu parent Yahya al-Antakí, que va donar a conèixer el llibre a Antioquia i a Europa.